# Talaromyces
Talaromyces C.R. Benj. – rodzaj grzybów z rodziny kropidlakowatych (Aspergillaceae).

## Charakterystyka
Grzyby mikroskopijne występujące przeważnie w glebie. Izolowano je również z różnego rodzaju podłoży organicznych, np. z kompostu, próchniejącego drewna, obumierających kwiatów, niektóre z nich to grzyby termofilne. Tworzą formy rozmnażające się zarówno bezpłciowo (anamorfy), jak i płciowo (teleomorfy). Formy płciowe w postaci splątanych, hialinowych lub żółtawych i pokrytych licznymi włoskami strzępek otaczających worki. Wytwarzane są one zazwyczaj w krótkich łańcuszkach, czasami pojedynczo. Askospory kuliste, elipsoidalne lub soczewkowate, hialinowe lub żółtawe.
Wiele gatunków Talaromyces to grzyby dymorficzne, czyli mogące występować zarówno w formie strzępkowej, jak i drożdżowej. W formie drożdżowej są grzybami chorobotwórczymi.

## Systematyka i nazewnictwo
Pozycja w klasyfikacji według Index Fungorum: Aspergillaceae, Eurotiales, Eurotiomycetidae, Eurotiomycetes, Pezizomycotina, Ascomycota, Fungi.
Synonimy nazwy naukowej: Erythrogymnotheca Yaguchi & Udagawa, Lasioderma Mont., Sagenoma Stolk & G.F. Orr.
Niektóre gatunki:
- Talaromyces aculeatus (Raper & Fennell) Samson, N. Yilmaz, Frisvad & Seifert 2011
- Talaromyces atroroseus N. Yilmaz, Frisvad, Houbraken & Samson 2013
- Talaromyces acaricola Visagie, N. Yilmaz & K. Jacobs 2015
- Talaromyces duclauxii (Delacr.) Samson, N. Yilmaz, Frisvad & Seifert 2011
- Talaromyces flavus (Klöcker) Stolk & Samson 1972
- Talaromyces funiculosus (Thom) Samson, N. Yilmaz, Frisvad & Seifert 2011
- Talaromyces islandicus (Sopp) Samson, N. Yilmaz, Frisvad & Seifert 2011
- Talaromyces marneffei (Segretain, Capponi & Sureau) Samson, N. Yilmaz, Frisvad & Seifert
- Talaromyces minioluteus (Dierckx) Samson, N. Yilmaz, Frisvad & Seifert 2011
- Talaromyces palmae (Samson, Stolk & Frisvad) Samson, N. Yilmaz, Frisvad & Seifert 2011
- Talaromyces piceae (Raper & Fennell) Samson, N. Yilmaz, Houbraken, Spierenb., Seifert, Peterson, Varga & Frisvad 2011
- Talaromyces purpureus (E. Müll. & Pacha-Aue) Stolk & Samson 1972
- Talaromyces purpureogenus (Stoll) Samson, N. Yilmaz, Houbraken, Spierenb., Seifert, Peterson, Varga & Frisvad 2011
- Talaromyces ruber (Stoll) N. Yilmaz, Houbraken, Frisvad & Samson 2012
- Talaromyces rugulosus (Thom) Samson, N. Yilmaz, Frisvad & Seifert 2011
- Talaromyces wortmannii (Klöcker) C.R. Benj. 1955

Nazwy naukowe według Index Fungorum. Uwzględniono głównie gatunki występujące w Polsce (opisane pod rodzajową nazwą Penicillium)